# Ordine della Fenice (Hohenlohe)
L'Ordine della Fenice di Hohenlohe (in tedesco: Fürstlich Hohenlohescher Haus und Phönixorden) era un ordine cavalleresco il cui scopo era quello di premiare il merito e il servizio dedicato alla Casa di Hohenlohe.

## Storia
Il principe Carlo Alberto I (1719-1793), figlio del fondatore dell'Ordine Filippo Ernesto di Hohenlohe-Waldenburg-Schillingsfürst (1663-1759), divenne, come primogenito del ramo principale, capo della Casa di Hohenlohe-Waldenburg e rinnovò l'ordine nel 1770 sotto il nuovo nome di Ordine della cavalleria della Fenice e della Casa di Hohenlohe, destinata ai nobili tedeschi di almeno quattro generazioni e agli stranieri dopo la verifica della loro nobiltà.
Fu poi il principe Leopoldo di Hohenlohe-Bartenstein a conferire ancora altri status all'ordine. Fu quindi diviso in due classi: l'ordine proprio della Casa di Hohenlohe, emesso solo ai membri di quella Casa e ai membri delle case principesche e di contea dell'impero mediate dal nome; la seconda classe o Ordine della Fenice essendo destinata a nobili al servizio della Casa di Hohenlohe che potrebbero anche essere dame.
Così l'Ordine della Fenice di Hohenlohe poteva essere utilizzato anche per premiare gli emigranti francesi e i loro ufficiali tedeschi o austriaci o russi che si erano uniti ai reggimenti Hohenlohe che combattevano contro la Francia e che provenivano dall'esercito degli emigrati.

## Insegne
Lo stemma dell'ordine era una croce maltese di smalto bianco. Su ogni braccio della croce c'erano tre fiamme. Al centro un medaglione in smalto blu finemente cerchiato in smalto rosso, al centro del quale appare una fenice che sorge dalle fiamme. Sul dritto vediamo le iniziali PE (Philippe Ernest) coronate da un berretto da principe.